# Marktmeester

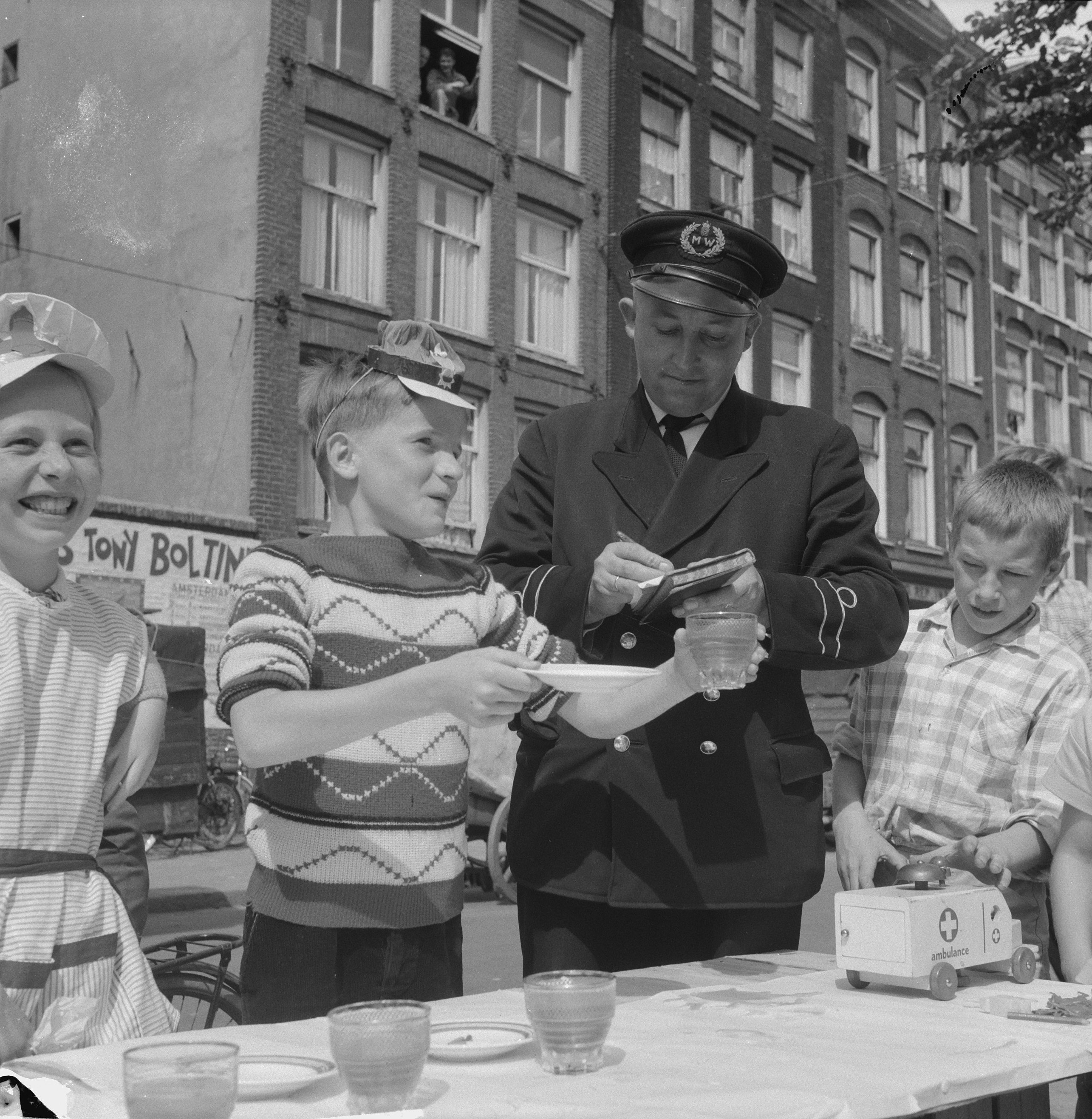
Marktmeester in 1960

Een marktmeester draagt zorg voor een goed verloop van de warenmarkt in zijn of haar gemeente. Het is een oud beroep dat in ieder geval al rond 1650 bestond op de Amsterdamse beesten- en ossenmarkt. De marktmeester wordt vaak in een toezichthoudende functie of als buitengewoon opsporingsambtenaar aangesteld. In veel gevallen is enige juridische achtergrond dan ook een vereiste.
De marktmeester treedt ook op als eerste aanspreekpunt van de marktondernemers naar de gemeente toe.